# Santa Maria (varumärke)

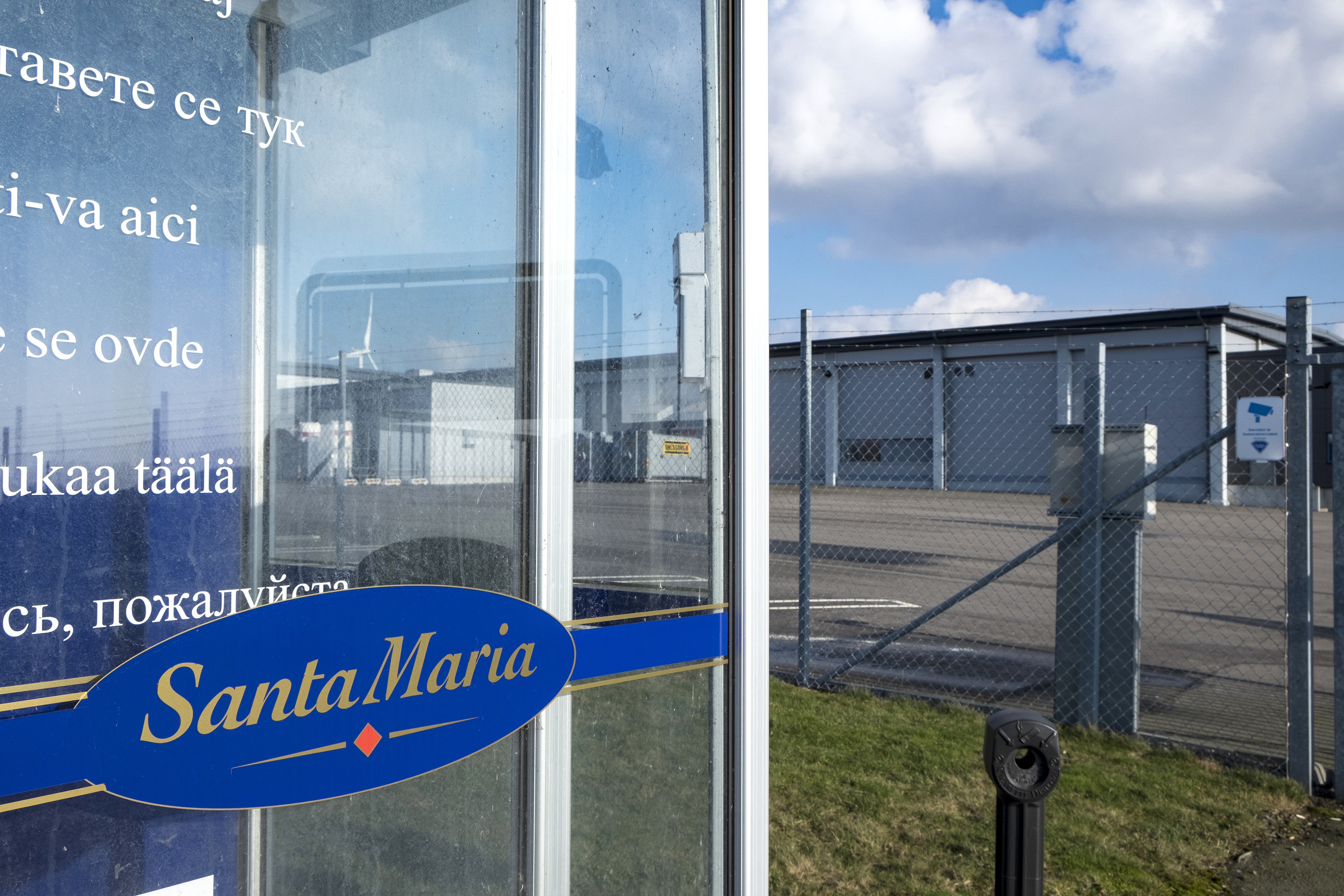
Santa Marias produktionsanläggning i Landskrona.

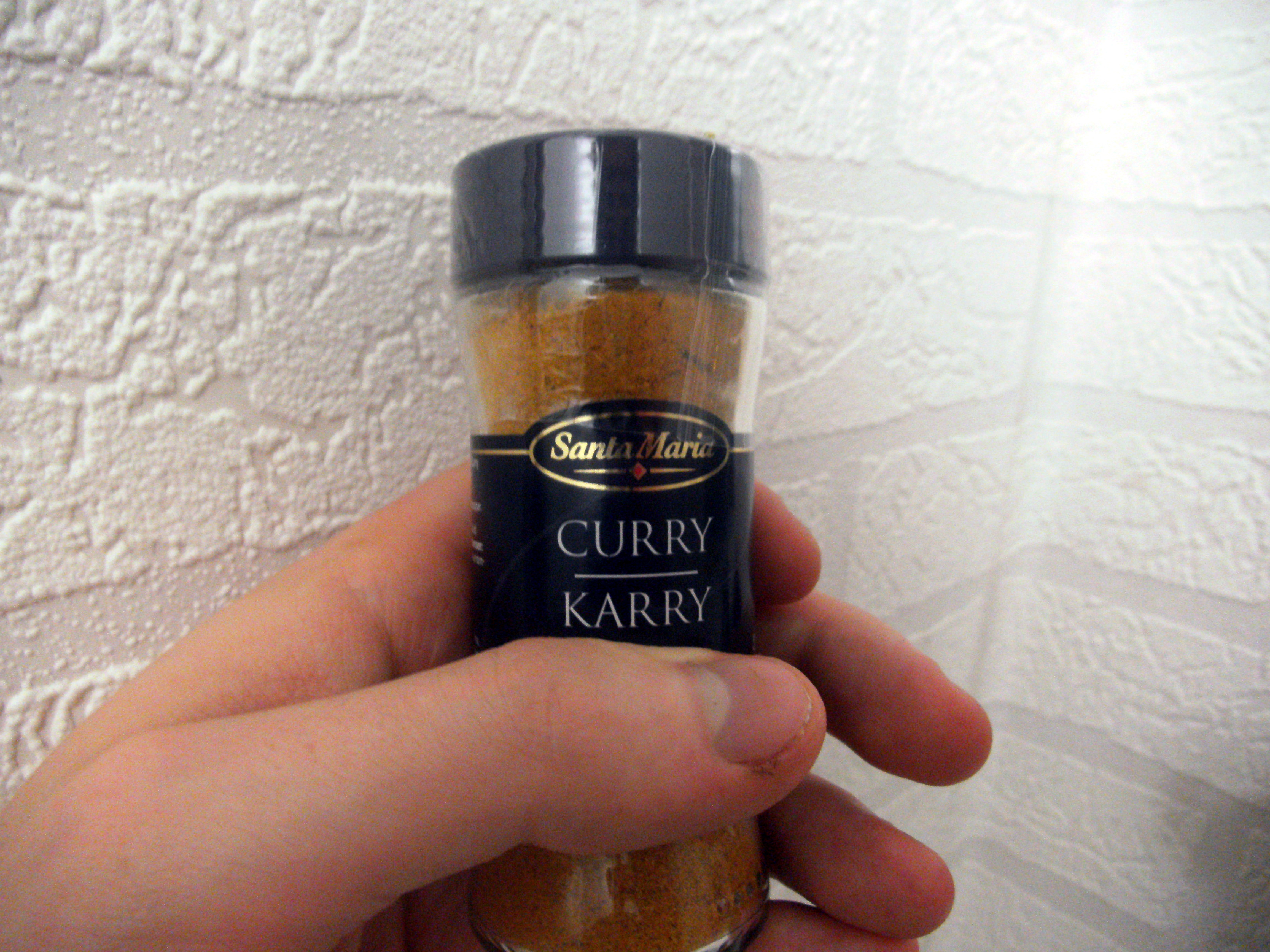
Curry från Santa Maria.

Santa Maria är ett varumärke för kryddor och smaksättare. Detta varumärke var ursprungligen ett varumärke som marknadsfördes av Ica. På etiketterna på burkarna fanns alltid ett fartyg och detta föreställde fartyget Santa Maria.
Santa Maria AB är ett familjeföretag som grundades av Armin Mattsson 1946. Det började 1911 då C. Leon Berg öppnade en liten te- och kryddhandel i Göteborg. Där arbetade han fram till sin död då släktingarna Nordlund och Falk tog över och gav kryddboden namnet Nordfalks.
Under 1940-talet köpte Armin Mattson och hans kollega Hugo Lundgren kryddboden och bildade ett aktiebolag. Nordfalks AB investerade i moderna maskiner, effektiviserade och startade ett nära samarbete med ICA som snabbt blev en stor kund. Nordfalks växte för varje år och blev med tiden störst i Sverige på kryddor.
År 1968 tog Armins son Lars-Olof Mattson över efter sin far och han har lett företagets expansiva utveckling sedan dess. 1989 utvidgades marknadsområdet till alla butikskedjor i hela Skandinavien. En bit in på 90-talet fortsatte företaget ut i Europa, till Baltikum och Ryssland.
År 2001 bytte Nordfalks namn till Santa Maria AB. 2011 förvärvades Santa Maria till 100 procent av Paulig Group som är ett finländskt livsmedelsföretag. 
Santa Maria AB arbetar inom hela Europa under koncepten Spices, BBQ, Texmex, Tex Mex Tapas, Thaimat, Indisk mat, Spicy World och Fresh Herbs. Texmex står för cirka 75 % av omsättningen.